# AFTER SCHOOL (中山美穂のアルバム)
『AFTER SCHOOL』（アフター・スクール）は、中山美穂の2作目のスタジオ・アルバム。1985年12月18日にキングレコードより発売された。なお、CDは約1か月遅れの1986年1月21日に発売されている(規格品番はK32X-77）。

## 概要
帯コピー：好きなコト し・た・い　心が揺れる…放課後
ファースト・アルバム『「C」』から僅か4カ月後のリリース。2枚目のシングル「生意気」が収録されている。本作に先行して3枚目のシングル「BE-BOP-HIGHSCHOOL」がリリースされているが、こちらは未収録である（B面曲の「放課後」は収録されている）。
2015年10月14日には、中山のデビュー30周年を記念した企画『30th Anniversary Original Album Collection』として本作を含むこれまでにリリースされたアルバムのうち、25作品が同日再発売された。
2020年11月20日にはサブスクリプションサービスで配信がスタートした。

## 収録曲

### LP / CT
| #  | タイトル               | 作詞       | 作曲     | 編曲     | 時間 |
| -- | ---------------------- | ---------- | -------- | -------- | ---- |
| 1. | 「STARLIGHT VACATION」 | 森由里子   | 萩田光雄 | 大谷和夫 | 4:20 |
| 2. | 「生意気」             | 松本隆     | 筒美京平 | 船山基紀 | 3:21 |
| 3. | 「けんか友達」         | 谷穂チロル | 三浦一年 | 大谷和夫 | 4:07 |
| 4. | 「放課後」             | 松本隆     | 筒美京平 | 新川博   | 3:23 |
| 5. | 「蒼ざめたペンダント」 | 三浦徳子   | 馬場孝幸 | 萩田光雄 | 4:07 |

| #  | タイトル                     | 作詞     | 作曲       | 編曲     | 時間 |
| -- | ---------------------------- | -------- | ---------- | -------- | ---- |
| 1. | 「あ・そ・び」               | 岩里祐穂 | 三浦一年   | 大谷和夫 | 4:15 |
| 2. | 「HEARTBREAK」               | 岩里祐穂 | 馬場孝幸   | 入江純   | 3:28 |
| 3. | 「「U」」                    | 岩里祐穂 | 岩里未央   | 萩田光雄 | 3:22 |
| 4. | 「ストリート・ファンタジー」 | 三浦徳子 | 馬場孝幸   | 入江純   | 3:41 |
| 5. | 「白いはがき」               | 細田博子 | Frankie T. | 大谷和夫 | 3:09 |

### CD
| #         | タイトル                     | 作詞       | 作曲       | 編曲      | 時間  |
| --------- | ---------------------------- | ---------- | ---------- | --------- | ----- |
| 1.        | 「STARLIGHT VACATION」       | 森由里子   | 萩田光雄   | 大谷和夫  | 4:20  |
| 2.        | 「生意気」                   | 松本隆     | 筒美京平   | 船山基紀  | 3:21  |
| 3.        | 「けんか友達」               | 谷穂チロル | 三浦一年   | 大谷和夫  | 4:07  |
| 4.        | 「放課後」                   | 松本隆     | 筒美京平   | 新川博    | 3:23  |
| 5.        | 「蒼ざめたペンダント」       | 三浦徳子   | 馬場孝幸   | 萩田光雄  | 4:07  |
| 6.        | 「あ・そ・び」               | 岩里祐穂   | 三浦一年   | 大谷和夫  | 4:15  |
| 7.        | 「HEARTBREAK」               | 岩里祐穂   | 馬場孝幸   | 入江純    | 3:28  |
| 8.        | 「「U」」                    | 岩里祐穂   | 岩里未央   | 萩田光雄  | 3:22  |
| 9.        | 「ストリート・ファンタジー」 | 三浦徳子   | 馬場孝幸   | 入江純    | 3:41  |
| 10.       | 「白いはがき」               | 細田博子   | Frankie T. | 大谷和夫  | 3:09  |
| 合計時間: | 合計時間:                    | 合計時間:  | 合計時間:  | 合計時間: | 37:14 |

### 備考
1. STARLIGHT VACATION
2. 生意気
2枚目のシングルA面曲。
3. けんか友達
4. 放課後
シングル「BE-BOP-HIGHSCHOOL」B面曲。
5. 蒼ざめたペンダント
6. あ・そ・び
7. HEARTBREAK
8. 「U」
「生意気」B面曲。
9. ストリート・ファンタジー
10. 白いはがき

## 再発盤
- 1989年12月25日 - GOLD CD（完全限定盤 330A-50082／同アルバムを含む1988年までに発売されたアルバム全てがGOLD CDで完全限定同日発売された）
- 1992年11月21日 - CD（廉価盤 KICS-263）
- 2015年10月14日 - CD（廉価盤 KICS-3262）
デビュー30周年記念「30th Anniversary Original Album Collection」の1枚として、リマスタリング仕様でこれまでにリリースされたアルバムのうち25作品を同日再発売[4]。